# Vlažne livade uz potok Bračana (Žonti)
Vlažne livade uz potok Bračana (Žonti) este o arie protejată (sit de importanță comunitară — SCI) din Croația întinsă pe o suprafață de 215,65 ha, integral pe uscat.

## Localizare
Centrul sitului Vlažne livade uz potok Bračana (Žonti) este situat la coordonatele 45°25′01″N 13°55′30″E / 45.417°N 13.925°E.

## Înființare
Situl Vlažne livade uz potok Bračana (Žonti) a fost declarat sit de importanță comunitară în iulie 2013 pentru a proteja 4 specii de animale.

## Biodiversitate
Situată în ecoregiunea mediteraneană, aria protejată conține 1 habitat natural: Fânețe de joasă altitudine (Alopecurus pratensis, Sanguisorba officinalis).
La baza desemnării sitului se află mai multe specii protejate de  nevertebrate (4): Austropotamobius pallipes, Coenonympha oedippus, fluturele purpuriu (Lycaena dispar), Vertigo angustior.